# Pteropus seychellensis
Pteropus seychellensis, también llamado zorro volador de las Seychelles,  es un murciélago frugívoro perteneciente a la familia Pteropodidae, género Pteropus. Su hábitat son las islas Seychelles, las  Comoros y  Isla de Mafia. Constituye un eslabón importante del ecosistema de las islas por su capacidad para dispersar las semillas de muchas especies de árboles. Aunque es cazado por su carne, sus poblaciones no corren péligro por el momento, es particularmente abundante en la isla de Silhouette.

## Subespecies
- Pteropus seychellensis subespecie comorensis de las Islas Comoros.
- Pteropus seychellensis subespecie seychellensis de las Islas Seychelles y Mafia.